# Boris Skrynnik
Boris Ivanovitj Skrynnik (Борис Иванович Скрынник), född 15 juli 1948 i Archangelsk i Ryska SFSR i Sovjetunionen, var fram till 2024 president i Federation of International Bandy och är president i Ryska bandyförbundet (Федерация хоккея с мячом России).